# Nótt
Nótt (również Nott lub Not) – w mitologii nordyckiej, ciemnowłosa córka giganta Narfiego, bogini ciemności nocnych.
Miała trzech mężów. Pierwszym był Naglfari, z którym miała syna o imieniu Aud. Z drugim mężem, Annarem, miała córkę, Jörd (Ziemię). Trzecim mężem Nótt był Delling (Zmierzch), pochodzący z rodu Asów. Z nim miała syna, Daga (Dzień).
Odyn oddał Mániego pod opiekę Nott.
Nott pędzi po niebie na koniu Hrimfaksim (Szronogrzywym), za nią podąża jej syn, Dag. 
W Eddzie pojawia się w Gylfaginning i Vafthrúdnirsmal.